# Lilija Kaskarakowa
Lilija Władimirowna Kaskarakowa (ros. Лилия Владимировна Каскаракова; ur. 25 kwietnia 1980) – rosyjska zapaśniczka walcząca w stylu wolnym. Zajęła piąte miejsce na mistrzostwach świata w 2005. Trzykrotna medalistka mistrzostw Europy w latach 2003 - 2009. Druga w Pucharze Świata w 2005; czwarta w 2002 i ósma w 2003. Wicemistrzyni świata i mistrzyni Europy juniorów w 1999 roku.
Mistrzyni Rosji w 2005 i 2007, druga w 2008, a trzecia w 2009 roku.